# 直湾岛
二洲岛，是珠海市香洲區担杆鎮管辖的一座无人海岛。位于珠江口外。属于万山群岛最东部的担杆列岛。面积4.5km2。 